# Jerzy Franciszek Kulczycki
 Denne artikel bør gennemlæses af en person med fagkendskab for at sikre den faglige korrekthed.

Jerzy Franciszek Kulczycki (tysk Georg Franz Kolschitzky, ukrainsk Кульчицький Юрій-Франц (født 1640 i Kulczyce i nærheden af Sambor/Ukraine, død 19. februar 1694 i Wien) var en polsk soldat, spion og tolk.

## Biografi
Kolschitzky var ansat ved Orientalischen Handelskompagnie i Beograd. Under den anden tyrkiske belejring af Wien var han under befaling fra storvesiren Kara Mustafa fra d. 15. juli til d. 13. september 1683, hvor han tilhørte en polsk enhed under den polske konge Jan III Sobieski.
Kolschitzky kom i en alder af 16 år til Wien. Han talte tyrkisk og rumænsk og han var bl.a. under tjeneste for den fra Konstantinopel ledede kejserlige gesandt Johann Philipp Beris. I 1667 trådte han i tjeneste for "Wiener Orientalischen Handelskompanie".
I en alder af 20 tog den unge Kulchytsky til Sich, hvor han blandt andet mestrede diplomatiske tricks. Ifølge legenden var det ham, der komponerede svaret på Meghmed IV og blev prototypen på skriveren i Repins berømte maleri "Zaporozhians Writing a Letter to the Turkish Sultan".
Da storvesiren Kara Mustafas tropper i 1683 havde belejret Wien skulle hans kundskaber for alvor testes. Kolschitzky begav sig gennem de belejrende linjer forklædt som tyrker for derefter at vende tilbage med meddelelsen om at indsatshæren snarest ville sætte i march. Derefter blev han ophævet til rangen af kejserlig tolk. Han fik samtidig en stadig betaling og fik tildelt hofbolig.
At Kolschitzky i 1686 sammen med to andre krigsdeltagere skulle have fået rettighederne til kaffebarerne i Wien er dog pure opspind, som piaristen Gottfried Uhlich satte i verden i 1783 i sin kronik Geschichte der zweyten türkischen Belagerung Wiens, bey der hundertjährigen Gedächtnißfeyer. Kolschitzky døde i 1694 i en alder af 54 år fuldstændig forarmet i Wien.
Kolschitzky-midesmærket i Favoritenstraße blev afsløret d. 12. september 1885, hvilket er årsdagen for Kampen om Wien.
Ifølge de seneste opdagelser skal de første caféer i Wien være åbnet i 1685 af armenieren Johannes Diodato.
Han døde i en alder af 54. Han blev begravet med stor hæder på den centrale kirkegård i Wien nær Stefansdom.